# Frank Hamilton Cushing
Pour les articles homonymes, voir Cushing.
Frank Hamilton Cushing, né le 22 juillet 1857 dans le comté d'Érié et mort le 10 avril 1900 à Washington, est un anthropologue et ethnologue américain, membre du Bureau of American Ethnology.
Son étude pionnière des Amérindiens zuñi au Nouveau-Mexique a aidé à établir la méthode d'observation participante comme une stratégie commune dans le cadre des recherches anthropologiques.

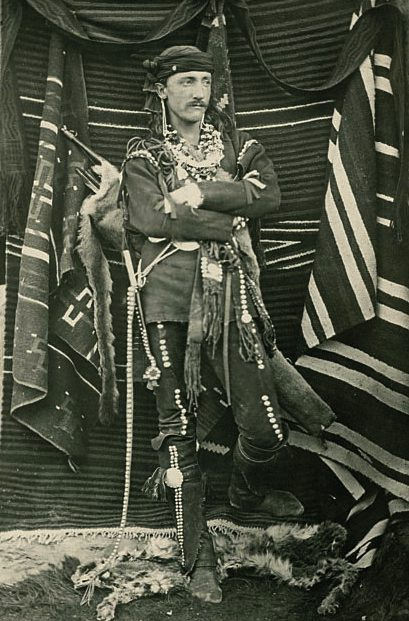
Frank Hamilton Cushing en habits zuñi vers 1881-1882 par John Karl Hillers.

### Publications
- Frank Hamilton Cushing, Tenatsali ou l’ethnologue qui fut transformé en Indien, édition de Patrick Pérez et Frédéric Samade, traduction par Éléonore Devevey, Paris, CNRS Éditions, coll. « Bibliothèque de l’anthropologie », 2022, 496 p.  (ISBN 978-2-271-13693-0)